# کارلوس بالبا
کارلوس بالبا (انگلیسی: Carlos Baleba؛ زادهٔ ۳ ژانویهٔ ۲۰۰۴) بازیکن فوتبال اهل کامرون است که در حال حاضر برای باشگاه فوتبال لیل در لیگ ۱ فرانسه بازی می‌کند.